# ۶۰۶ (خورشیدی)
۶۰۶ ششصد و ششمین سال هجری خورشیدی است.